# Love, That One Word
"Love, That One Word" (Hàn văn: 사랑 그 한마디, phiên âm: Sarang geu hanmadi) là ca khúc được thu âm bởi trưởng nhóm Girls' Generation, Tae-yeon, cho album nhạc phim của bộ phim truyền hình hài hành động Hàn Quốc sản xuất năm 2014 của đài truyền hình SBS mang tên "You're All Surrounded."
"Love, That One Word" được sáng tác bởi Kim Se-jin với phần lời viết bởi Choi Jae-woo, và phối khí bởi chính Kim Se-jin và Park Chan. Ca khúc được phát hành chính thức dưới định dạng kỹ thuật số vào lúc 12 giờ trưa ngày 30 tháng 5 năm 2014 (giờ Hàn Quốc) với tư cách ca khúc nhạc phim chính thức thứ hai của bộ phim. Nội dung của ca khúc nói về tâm trạng của một cô gái nhút nhát đang đau đớn, dằn vặt trong mối tình đơn phương.
"Love, That One Word" là ca khúc nhạc phim thứ 15 của Tae-yeon (thứ 7 với tư cách nghệ sĩ solo). Ảnh bìa của đĩa đơn được cắt từ cảnh cuối tập 6 của bộ phim, khi Eun Dae-gu (đóng bởi Lee Seung-gi) vì muốn ngăn Eo Su-seon (đóng bởi Ara) không nói ra thân phận thật của anh trước mặt của Tổ trưởng Seo Pan-seok (đóng bởi Cha Seung-won) nên đã đột ngột hôn cô.

## Lịch sử
Ngày 29 tháng 5 năm 2014, công ty chủ quản của Tae-yeon là SM Entertainment thông báo một đoạn trong ca khúc nhạc phim mới của Tae-yeon sẽ lên sóng vào cuối tập 7 bộ phim "You're All Surrounded" trình chiếu ngày hôm đó. Sau khi tập phim kết thúc, đoạn cắt của ca khúc được đăng tải lên Internet bởi người hâm mộ và nhanh chóng thu hút được sự chú ý.
Sáng ngày 30 tháng 5 năm 2014, SM Entertainment ra thông báo "Love, That One Word" phát hành vào 12 giờ trưa ngày hôm đó (giờ Hàn Quốc). Đến giờ phát hành, tài khoản OTT của Girls' Generation gửi những liên kết đến các trang mua nhạc tại Hàn Quốc tới các tài khoản đăng ký.
Chỉ sau 1 tiếng phát hành, "Love, That One Word" ra mắt ngay tại top 10 thời gian thực của tất cả các trang mua nhạc lớn tại Hàn Quốc với thứ hạng cao:
- MelOn: 5
- Genie: 2
- Olleh Music: 1
- Naver Music: 8

## Danh sách bài hát
| 1. "Love, That One Word" — 3:56 2. "Love, That One Word" (Inst.) — 3:56 |

## Đội ngũ sản xuất
- Tae-yeon – hát chính
- Kim Se-jin – sáng tác
- Choi Jae-woo – viết lời
- Kim Se-jin, Park Chan – phối khí

## Thành tích xếp hạng
Thành tích trên một số bảng xếp hạng trong 4 tuần đầu tiên:
| Tuần | MelOn | Genie | Olleh Music | Naver Music | Gaon Digital | Billboard K-Pop |
| ---- | ----- | ----- | ----------- | ----------- | ------------ | --------------- |
| 1    | 30    | 23    | 22          | 28          | 15           | 6               |
| 2    | 16    | 15    | 12          | 11          | 8            | 9               |
| 3    | 23    | 24    | 22          | 12          | 19           | 11              |
| 4    | 31    | 36    | 36          | 25          | 32           | 23              |